# Per Sætersdal
Per Sætersdal, né le 18 mai 1964 à Bergen, est un rameur d'aviron norvégien. 

## Carrière
Per Sætersdal participe aux Jeux olympiques d'été de 1992 à Barcelone et remporte la médaille d'argent en quatre de couple avec Kjetil Undset, Lars Bjønness et Rolf Thorsen.